# Memorial als membres del Reichstag assassinats

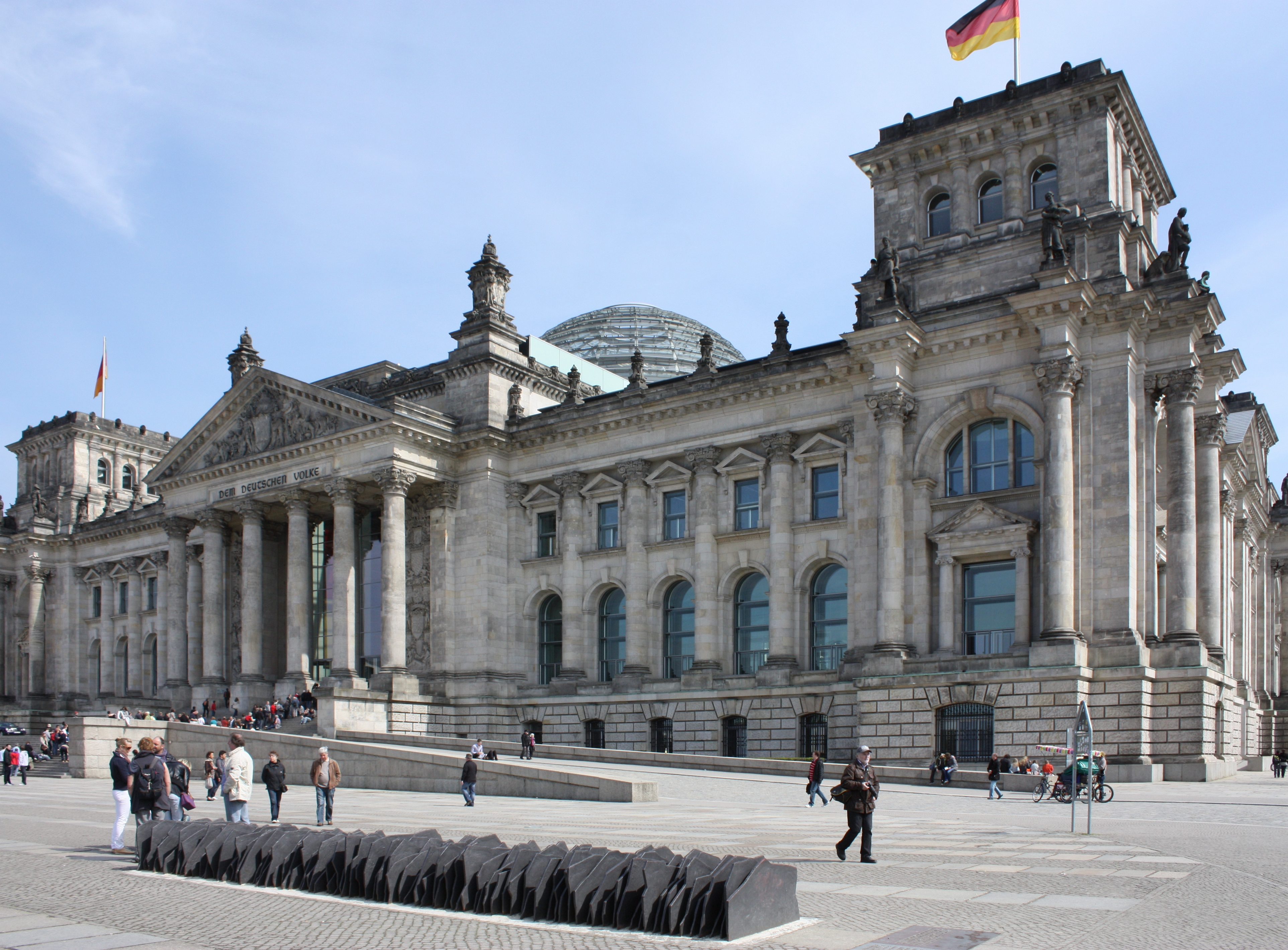
El memorial davant del Reichstag el 2010

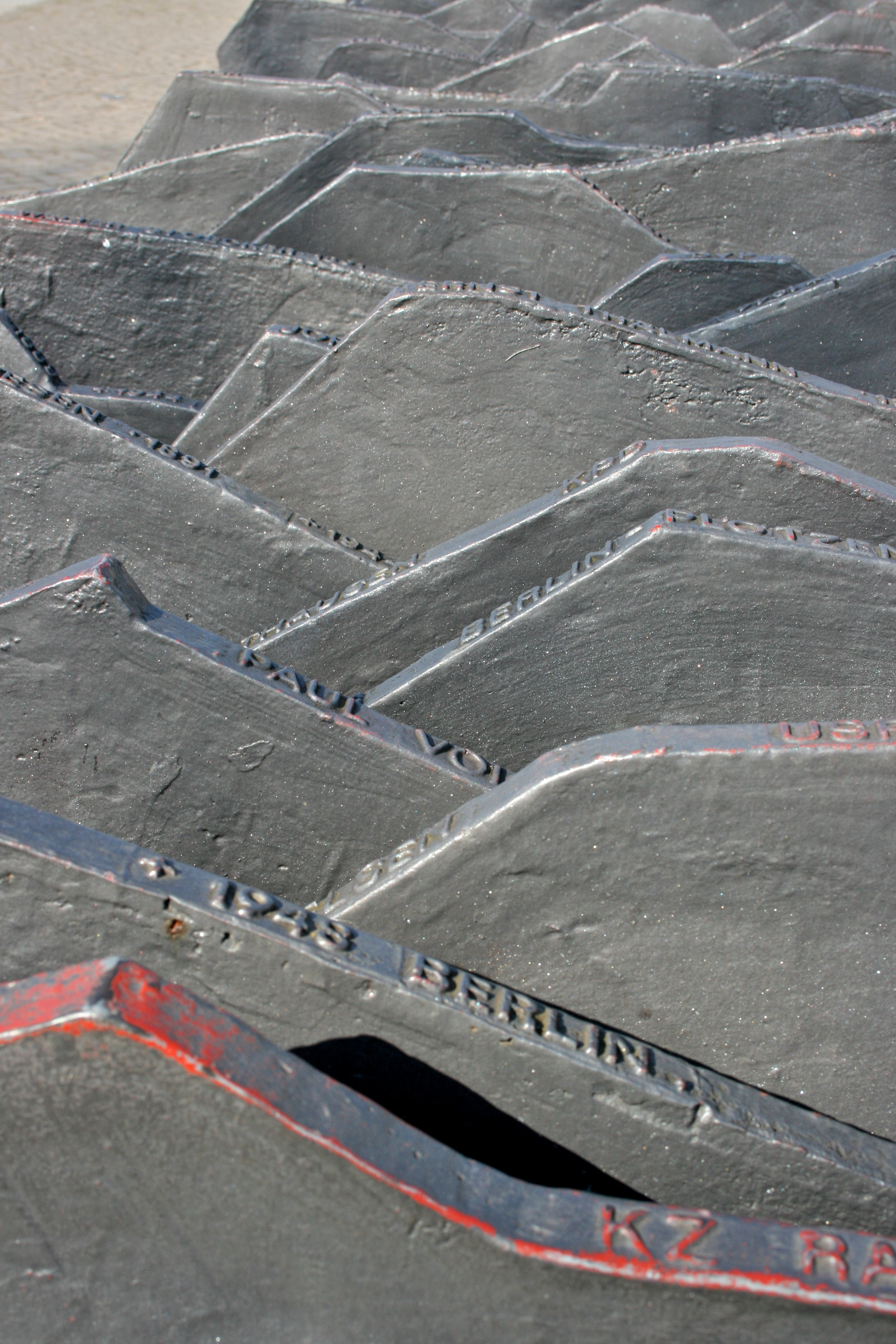
Detall del memorial

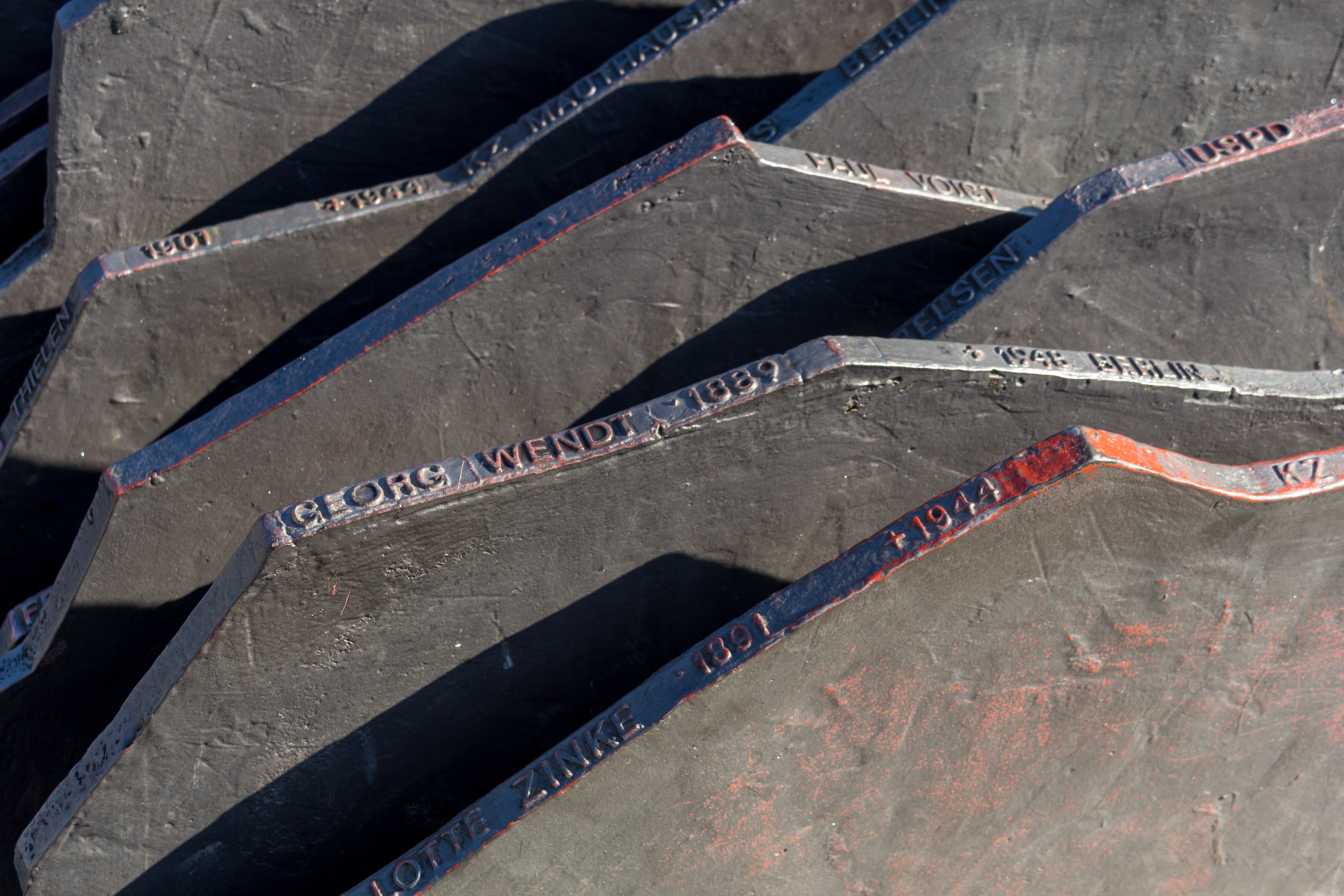
Detall del memorial

El memorial als membres del Reichstag assassinats és un memorial localitzat a Berlín (Alemanya) davant del Reichstag. Commemora els 96 membres del parlament que moriren entre 1933 i 1945. La idea de crear el monument aparegué per primer cop a la dècada de 1980, i el memorial fou erigit el setembre de 1992. Fou dissenyat per Dieter Appelt, Klaus W. Eisenlohr, Justus Müller i Christian Zwirner. Està compost per peces de ferro colat amb els noms, dates i llocs de naixement i mort de cadascuna de les persones inscrites als costats. Ha estat dissenyat de tal manera que pugui ser ampliat en el cas que es descobreixin més noms en un futur.

## Persones commemorades
| Nom                  | Naixement | Defunció | Lloc de defunció                                                    | Partit polític |
| -------------------- | --------- | -------- | ------------------------------------------------------------------- | -------------- |
| Julius Adler         | 1894      | 1945     | Camp de concentració de Bergen-Belsen                               | KPD            |
| Hans Adlhoch         | 1884      | 1945     | Múnic, abans de la marxa de la mort                                 | BVP            |
| Eduard Alexander     | 1881      | 1945     | Transportat al camp de concentració de Bergen-Belsen                | KPD            |
| Julius Aßmann        | 1868      | 1939     | Bodino, Polònia, assassinat                                         | DVP            |
| Elise Augustat       | 1889      | 1940     | Camp de concentració de Ravensbrück                                 | KPD            |
| Bernhard Bästlein    | 1894      | 1944     | Zuchthaus Brandenburg                                               | KPD            |
| Artur Becker         | 1905      | 1938     | Burgos, Espanya, assassinat                                         | KPD            |
| Anton Bias           | 1876      | 1945     | Camp de concentració de Dachau                                      | SPD            |
| Adolf Biedermann     | 1881      | 1933     | Trobat mort prop de Recklinghausen                                  | SPD            |
| Conrad Blenkle       | 1901      | 1943     | Zuchthaus Berlin-Plötzensee                                         | KPD            |
| Fritz Bockius        | 1882      | 1945     | Camp de concentració de Mauthausen                                  | Zentrum        |
| Clara Bohm-Schuch    | 1879      | 1936     | Presó de dones de Berlín, Barnimstraße                              | SPD            |
| Eugen Bolz           | 1881      | 1945     | Zuchthaus Berlin-Plötzensee                                         | Zentrum        |
| Rudolf Breitscheid   | 1874      | 1944     | Camp de concentració de Buchenwald                                  | SPD            |
| Lorenz Breunig       | 1882      | 1945     | Camp de concentració de Sachsenhausen                               | SPD            |
| Conrad Broßwitz      | 1881      | 1945     | Camp de concentració de Dachau                                      | SPD            |
| Otto Eggerstedt      | 1886      | 1933     | Camp de concentració d'Esterwegen                                   | SPD            |
| Eugen Eppstein       | 1878      | 1943     | Camp de concentració de Lublin                                      | KPD            |
| Helene Fleischer     | 1899      | 1941     | Stadtroda                                                           | KPD            |
| Albert Funk          | 1894      | 1933     | Quarters de la policia, Recklinghausen                              | KPD            |
| Otto Geiselhart      | 1890      | 1933     | Presó del districte, Günzburg                                       | SPD            |
| Otto Gerig           | 1885      | 1944     | Camp de concentració de Buchenwald                                  | Zentrum        |
| Paul Gerlach         | 1888      | 1944     | Camp de concentració de Sachsenhausen                               | SPD            |
| Ernst Grube          | 1890      | 1945     | Camp de concentració de Bergen-Belsen                               | KPD            |
| Franz Haindl         | 1879      | 1941     | Landesanstalt Sonnenstein-Pirna                                     | DBP            |
| Eduard Hamm          | 1879      | 1944     | Gefängnis Berlin Lehrterstraße                                      | DDP            |
| Ernst Heilmann       | 1881      | 1940     | Camp de concentració de Buchenwald                                  | SPD            |
| Rudolf Hennig        | 1895      | 1944     | Camp de concentració de Sachsenhausen                               | KPD            |
| Franz Herbert        | 1885      | 1945     | Camp de concentració de Mauthausen                                  | BVP            |
| Eugen Herbst         | 1903      | 1934     | Camp de concentració de Dachau                                      | KPD            |
| Christian Heuck      | 1892      | 1934     | Prison Neumünster                                                   | KPD            |
| Guido Heym           | 1882      | 1945     | Executat per les SS a Weimar                                        | KPD            |
| Rudolf Hilferding    | 1877      | 1941     | La Santé                                                            | SPD            |
| Gustav Hoch          | 1862      | 1942     | Camp de concentració de Theresienstadt                              | SPD            |
| Lambert Horn         | 1899      | 1939     | Camp de concentració de Sachsenhausen                               | KPD            |
| Friedrich Husemann   | 1873      | 1935     | Camp de concentració d'Esterwegen                                   | SPD            |
| Albert Janka         | 1907      | 1933     | Camp de concentració de Reichenbach                                 | KPD            |
| Heinrich Jasper      | 1875      | 1945     | Camp de concentració de Bergen-Belsen                               | SPD            |
| Friedrich Jendrosch  | 1890      | 1944     | Camp de concentració de Sachsenhausen                               | KPD            |
| Reinhold Jürgensen   | 1898      | 1934     | Camp de concentració de Fuhlsbüttel                                 | KPD            |
| Eugen Kaiser         | 1879      | 1945     | Camp de concentració de Dachau                                      | SPD            |
| Albert Kayser        | 1898      | 1944     | Camp de concentració de Buchenwald                                  | KPD            |
| Franziska Kessel     | 1906      | 1934     | Zuchthaus Mainz                                                     | KPD            |
| Anton Krzikalla      | 1887      | 1944     | Camp de concentració de Sachsenhausen                               | KPD            |
| Franz Künstler       | 1888      | 1942     | Berlín, Spätfolgen des camp de concentració de Lichtenburg          | SPD            |
| Max Lademann         | 1896      | 1941     | Camp de concentració de Sachsenhausen                               | KPD            |
| Julius Leber         | 1891      | 1945     | Zuchthaus Berlin-Plötzensee                                         | SPD            |
| Paul Lejeune-Jung    | 1882      | 1944     | Zuchthaus Berlin-Plötzensee                                         | CHR.N.A        |
| Richard Lipinski     | 1867      | 1936     | Bennewitz                                                           | SPD            |
| Karl Mache           | 1882      | 1934     | Camp de concentració de Kislau                                      | SPD            |
| Max Maddalena        | 1895      | 1943     | Presó de Brandenburg-Görden                                         | KPD            |
| Ludwig Marum         | 1882      | 1934     | Camp de concentració de Kislau                                      | SPD            |
| Stefan Meier         | 1889      | 1944     | Camp de concentració de Mauthausen                                  | SPD            |
| August Merges        | 1870      | 1945     | Presó de Braunschweig Wolfenbüttel                                  | SPD            |
| Franz Metz           | 1878      | 1945     | Camp de concentració de Dachau                                      | SPD            |
| Julius Moses         | 1868      | 1942     | Camp de concentració de Theresienstadt                              | SPD            |
| Arthur Nagel         | 1890      | 1945     | Camp de concentració de Bergen-Belsen                               | KPD            |
| Theodor Neubauer     | 1890      | 1945     | Brandenburg-Görden prison                                           | KPD            |
| Franz Petrich        | 1889      | 1945     | Sonnenburg prison                                                   | SPD            |
| Andreas Portune      | 1875      | 1945     | Roslau                                                              | SPD            |
| Friedrich Puchta     | 1883      | 1945     | Camp de concentració de Dachau                                      | SPD            |
| Ernst Putz           | 1896      | 1933     | Presó de Berlin-Moabit                                              | KPD            |
| Siegfried Rädel      | 1893      | 1943     | Zuchthaus Berlin-Plötzensee                                         | KPD            |
| Paul Redlich         | 1893      | 1944     | Camp de concentració de Sonnenburg                                  | KPD            |
| Walter Reek          | 1878      | 1933     | Presó de Danzig                                                     | SPD            |
| Ernst Reinke         | 1891      | 1943     | Camp de concentració de Flossenbürg                                 | KPD            |
| Max Richter          | 1881      | 1945     | Neustädter Bucht, transportat al camp de concentració de Neuengamme | SPD            |
| Theodor Roeingh      | 1882      | 1945     | Camp de concentració de Sachsenhausen                               | Zentrum        |
| Julius Rosemann      | 1878      | 1933     | Hamm police jail                                                    | SPD            |
| Karl Sattler         | 1896      | 1945     | Camp de concentració de Bergen-Belsen                               | KPD            |
| John Schehr          | 1896      | 1934     | Camp de concentració de Berlin Columbiahaus                         | KPD            |
| Michael Schnabrich   | 1880      | 1939     | Camp de concentració de Sachsenhausen                               | SPD            |
| Ernst Schneller      | 1890      | 1944     | Camp de concentració de Sachsenhausen                               | KPD            |
| Ernst Schneppenhorst | 1881      | 1945     | Gefängnis Berlin Lehrterstraße                                      | SPD            |
| Werner Scholem       | 1895      | 1940     | Camp de concentració de Buchenwald                                  | KPD            |
| Georg Schumann       | 1886      | 1945     | Detingut a Dresden                                                  | KPD            |
| Plantilla:SortKey    | 1897      | 1933     | Assassinat a Königsbergp per les SA                                 | KPD            |
| Hugo Sinzheimer      | 1875      | 1945     | Camp de concentració de Theresienstadt                              | SPD            |
| Willi Skamira        | 1897      | 1945     | Presó de Brandenburg-Görden                                         | KPD            |
| Fritz Soldmann       | 1878      | 1945     | Camp de concentració de Buchenwald                                  | SPD            |
| Robert Stamm         | 1900      | 1937     | Presó de Berlin-Plötzensee                                          | KPD            |
| Johannes Stelling    | 1877      | 1933     | Presó del districte, Berlin-Köpenick                                | SPD            |
| Franz Stenzer        | 1900      | 1933     | Camp de concentració de Dachau                                      | KPD            |
| Walter Stöcker       | 1891      | 1939     | Camp de concentració de Buchenwald                                  | USPD, KPD      |
| Georg Streiter       | 1884      | 1945     | Camp de concentració de Ravensbrück                                 | DVP            |
| August Streufert     | 1887      | 1944     | Camp de concentració de Neuengamme                                  | SPD            |
| Hermann Tempel       | 1889      | 1944     | Oldenburg, Haftfolgen Wölfenbüttel prison                           | SPD            |
| Johanna Tesch        | 1875      | 1945     | Camp de concentració de Ravensbrück                                 | SPD            |
| Ernst Thälmann       | 1886      | 1944     | Camp de concentració de Buchenwald                                  | KPD            |
| Mathias Thesen       | 1891      | 1944     | Camp de concentració de Sachsenhausen                               | KPD            |
| Nikolaus Thielen     | 1901      | 1944     | Camp de concentració de Mauthausen                                  | KPD            |
| Fritz Voigt          | 1882      | 1945     | Presó de Berlin-Plötzensee                                          | SPD            |
| Paul Voigt           | 1876      | 1944     | Assassinat a Berlín                                                 | SPD            |
| Paul Wegmann         | 1889      | 1945     | Camp de concentració de Bergen-Belsen                               | USPD           |
| Georg Wendt          | 1889      | 1948     | Berlín                                                              | SPD            |
| Lotte Zinke          | 1891      | 1944     | Camp de concentració de Ravensbrück                                 | KPD            |